# جون بيترسون (لاعب كرة قدم)
جون بيترسون هو لاعب كرة قدم سويدي، ولد في 1928، وتوفي في 2002. لعب مع نادي لاندسكرونا ‏.